# غذاء صحي

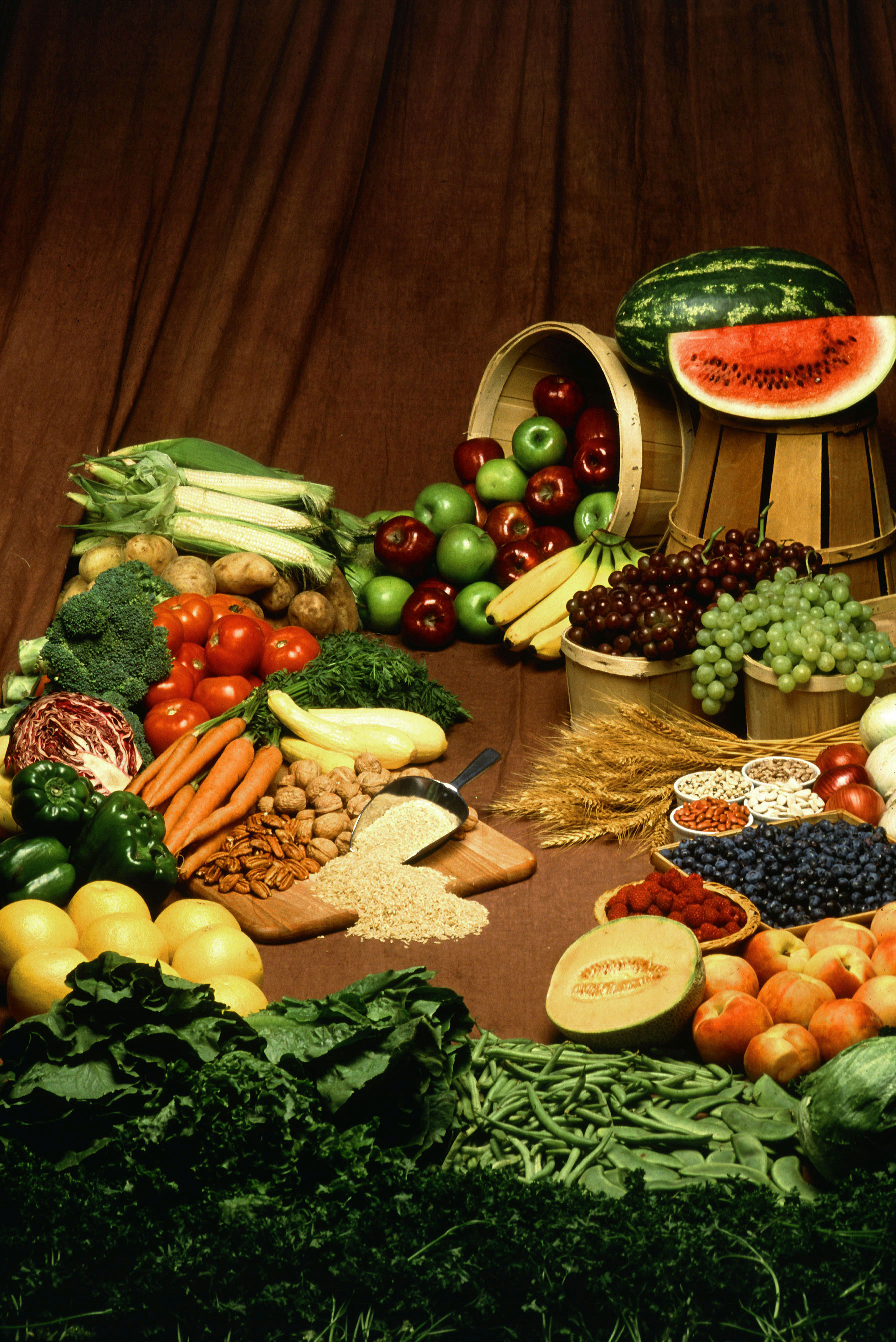
فاكهة وخضروات أنواع طعام طازجة.

الغذاء الصحي أو الغذاء المتوازن يقصد به النظام الغذائي الذي يؤدي إلى تحسين صحة الفرد. وهو مصطلح تسويقي يوضح آثار صحة الإنسان الذي يتبع النظام الغذائي الصحي الطبيعي المطلوب لتغذية الإنسان. قد تكون الأطعمة التي يتم تسويقها كأطعمة صحية جزءًا من فئة واحدة أو أكثر، مثل الأطعمة الطبيعية أو الأطعمة العضوية أو الأطعمة المتكاملة أو الأطعمة النباتية أو المكملات الغذائية. يمكن بيع هذه المنتجات في متاجر الأطعمة الصحية أو في أقسام الأغذية الصحية أو العضوية في محلات البقالة. في حين لا يوجد تعريف دقيق لـ «الغذاء الصحي»، تراقب إدارة الغذاء والدواء الأمريكية وتحذر مصنعي الأغذية من وضع العلامات على الأطعمة وذلك بسبب أن لها آثار صحية محددة في حين لا يوجد دليل يدعم مثل هذه العبارات.
يرى خبراء الصحة العامة أن الصحة والجمال يقومان أساسا على قواعد التغذية السليمة، إذ أن عمل وتناغم أعضاء الجسم يعتمدان على توازن العناصر الأساسية الواردة إليه عن طريق الطعام المتناول. ومن المعروف أن الغذاء يتكون أساسا من المجموعات الغذائية الأساسية التالية:
- المواد البروتينية
- المواد الدسمة
- المواد السكرية
- العناصر المعدنية والفيتامينات
- الماء

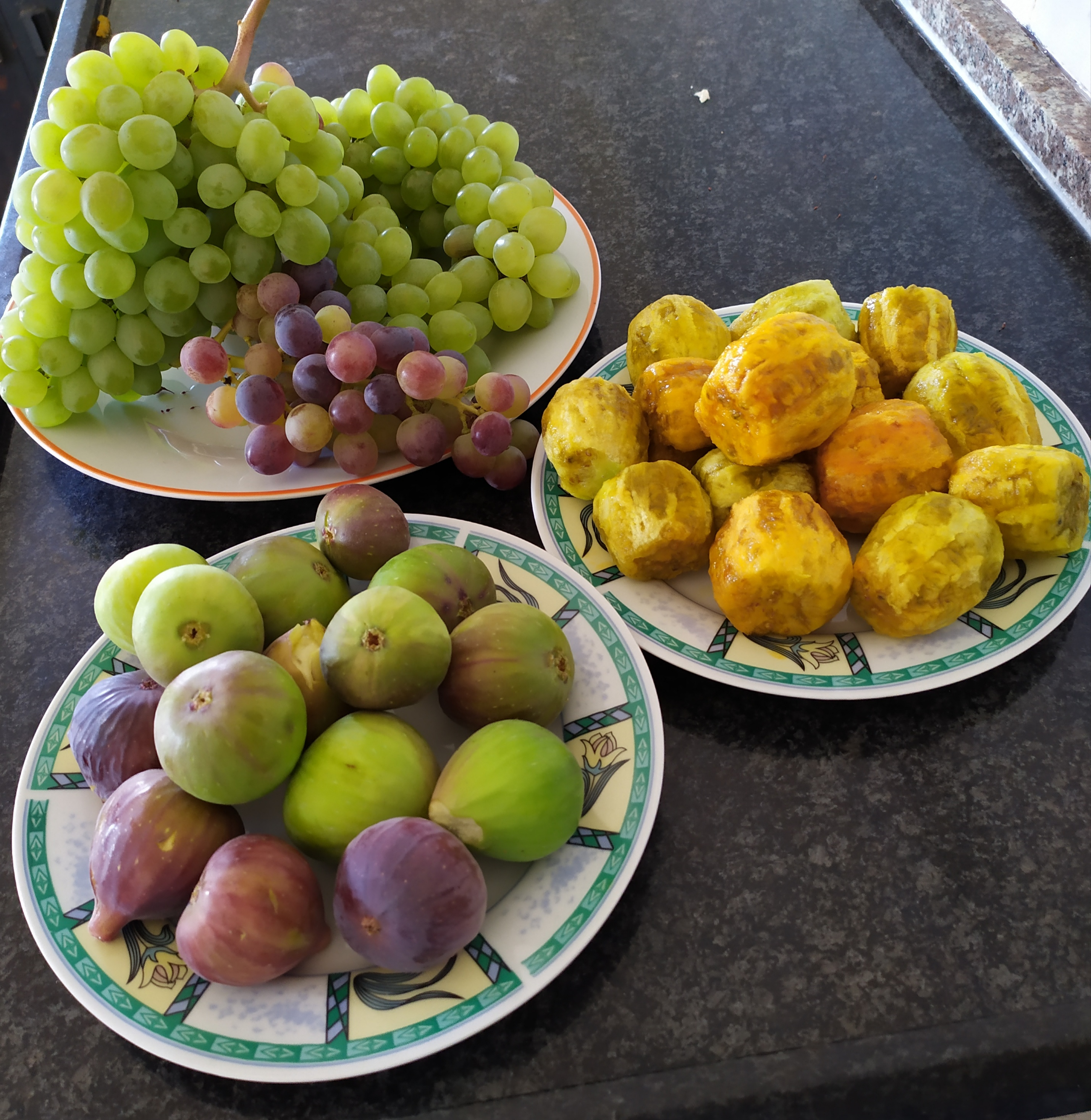
فاكهة التين والصبر والعنب، غذاء صحي طبيعي

وبالرغم من أن معظم الأطعمة تحتوي على عناصر غذائية متنوعة إلا أننا في الوقت ذاته لا نجد غذاء واحدا يمكنه أن يحتوي على كافة العناصر الغذائية، لهذا ينصح خبراء التغذية والصحة العامة بضرورة تناول مختلف أصناف الطعام دون الاقتصار على نوع واحد فقط.

## المواد البروتينية
تدخل هذه المواد في تركيب كريات الدم الحمراء، وفي الأجسام المضادة التي تلعب دورا أساسيا في مقاومة الأمراض، إضافة إلى ذلك فهي تدخل في تركيب الهرمونات، وفي تكوين عوامل التخثر في الدم، وهي تزود الجسم بالطاقة، لذلك ينبغي أن يحتوي طعام الإنسان على ما يعادل 1 غرام من المواد البروتينية لكل 1 كيلو غرام من وزن الجسم.
ومن الأطعمة الغنية بالمواد البروتينية:
- اللحوم
- البقول
- البيض
- الحليب
- المكسرات

## المواد الدسمة
يعتقد الكثير من الأشخاص أن المواد الدسمة تضر بالجسم، ولهذا نجدهم لا يتناولون الأطعمة الدسمة، بينما هذه المواد الدسمة ضرورية للجسم، فهي تنقل بعض الفيتامينات إلى أماكن امتصاصها في الجسم من أجل الاستفادة منها، ومن أجل سير العمليات الاستقلالية وتزويد الجسم بالطاقة، ولأن المواد الدسمة تحترق ببطء لهذا فهي تقي الشخص من الشعور بالجوع، وذلك بمقارنتها مع المواد السكرية.
وتجدر الإشارة إلى أن المواد الدسمة التي تتجمد في درجة حرارة الغرفة تدعى بالمواد الدسمة المشبعة أو المهدرجة، وهي التي تسبب الإصابة بأمراض القلب والأوعية الدموية، والبدانة والسكري وغير ذلك من الأمراض التي تهدد صحة الجسم، أما المواد الدسمة التي تبقى سائلة في درجة حرارة الغرفة فتدعى بالمواد الدسمة غير المشبعة وهي تعتبر مفيدة للجسم، ومن أمثلتها الزيوت النباتية.
- ينصح خبراء التغذية استعمال الدهون الغير مشبعة في تجهيز المأكولات والسلاطات، وذلك للاستفادة من تأثيرها الطبي في الحفاظ على سلامة الأوعية الدموية وجريان الدم فيها من دون عوائق. وهذا مهم لكل شخص إذ يتفادى به الخمول الكلوي والنوبات القلبية والذبحة الدماغية.
- وتوجد تلك الدهون الصحية في زيت الزيتون، وزيت بذرة الكتان، وزيت بذرة دوار الشمس، وزيت الذرة.
- كما ينصح الاخصائيون بأكل السمك، فلحمه خفيف وتحتوي دهونه على الدهون الطيبة ومنها الأوميجا-3. فياحبذا لو أكل الناس وجبتي سمك كل أسبوع.

## المواد السكرية
تعتبر السكريات من المصادر الأساسية للطاقة، وهي بالإضافة إلى ذلك توفر بعض مواد البناء لأنسجة وأعضاء الجسم، ومن أهم مصادرها الخضار والفواكه والحبوب واللبن والبيض.
ونظرا لأهمية المواد السكرية لهذا يجب أن يحصل الإنسان على كميات كافية منها يوميا، وإن لم يتوفر ذلك فان الجسم يقوم بتأمين احتياجاته من استقلاب المواد الدسمة والبروتينية، ومن جراء ذلك قد تحدث بعض الاضطرابات خصوصا إن لم يتوفر المخزون الأساسي من هذه المواد.

## الفيتامينات والعناصر المعدنية
تلعب العناصر المعدنية دورا مهما في العمليات الحيوية في الجسم فهي تنظم عملية البناء والتركيب في أنسجة وخلايا الجسم المختلفة، وهي ضرورية لاستمرار الحياة والتمتع بالصحة والعافية بعيدا عن المرض ويحتاج الجسم للفيتامينات والعناصر المعدنية لاداء وظائفه بشكل صحيح ولابد الحصول عليها من الطعام الذي نتناوله.

## الماء
يحتوي جسم الإنسان على 57 ليترا من السوائل في جسده، ويطرح بشكل يومي 5 ليترات عن طريق البول والعرق والتبخر والتنفس أيضا. ولهذا فان الجسم بحاجة إلى حوالي ثمانية أكواب من الماء يوميا كي لا يصاب بأية اضطرابات.
وتجدر الإشارة إلى أن الإنسان ولو كان على علم بأسس التغذية السليمة فانه قد يصعب عليه تطبيقها ان لم يدرك مواقع الخلل في التغذية، وكيف يصححها، فالمواد البروتينية والدسمة والسكرية والفيتامينات والعناصر المعدنية والماء جميعها ضرورية للصحة والجمال، لأن أي نقص في إحداها يسبب الاضطرابات التي تضعف الجسم وتؤثر بشكل سلبي على سلامته، ولهذا ننصح الجميع من مختلف الأعمار بضرورة تناول الغذاء الصحي المتنوع الذي يحافظ على الصحة والحيوية والجمال. ولابد الإشارة إلى ان الماء المقطر الذي لا يحتوي على النسب الطبيعية من الاملاح يكون اقل فائدة من غيره لذا احرص على شرب الماء المتعادل كيميائياً.

## أطعمة ينصح بها المختصون

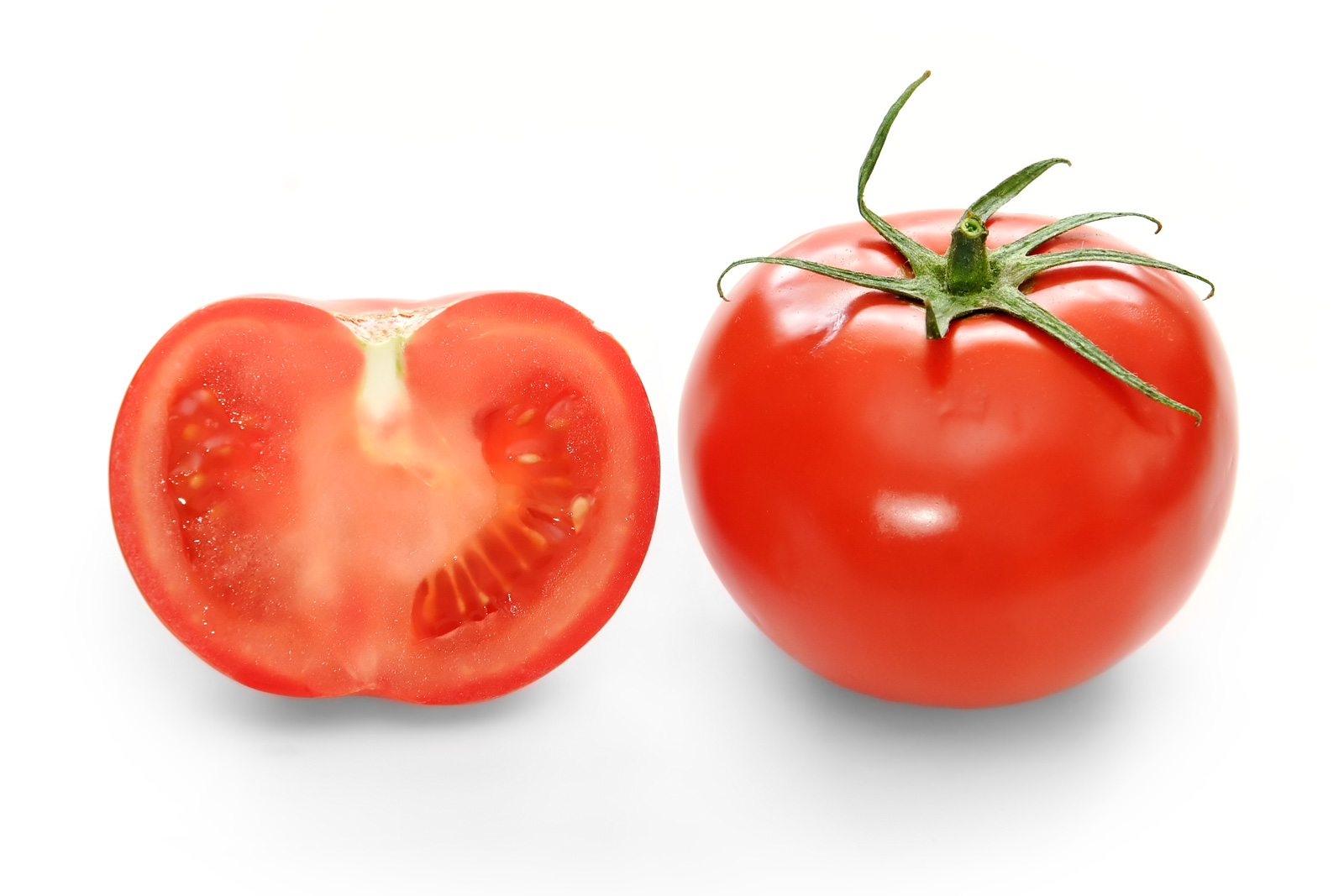
مقطع عرضي لحبة طماطم

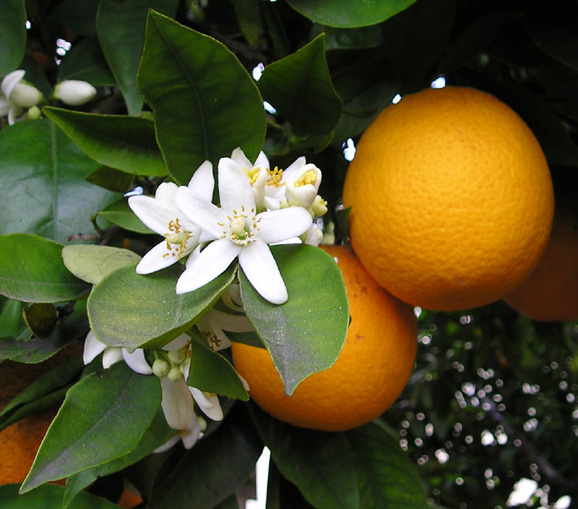
برتقال

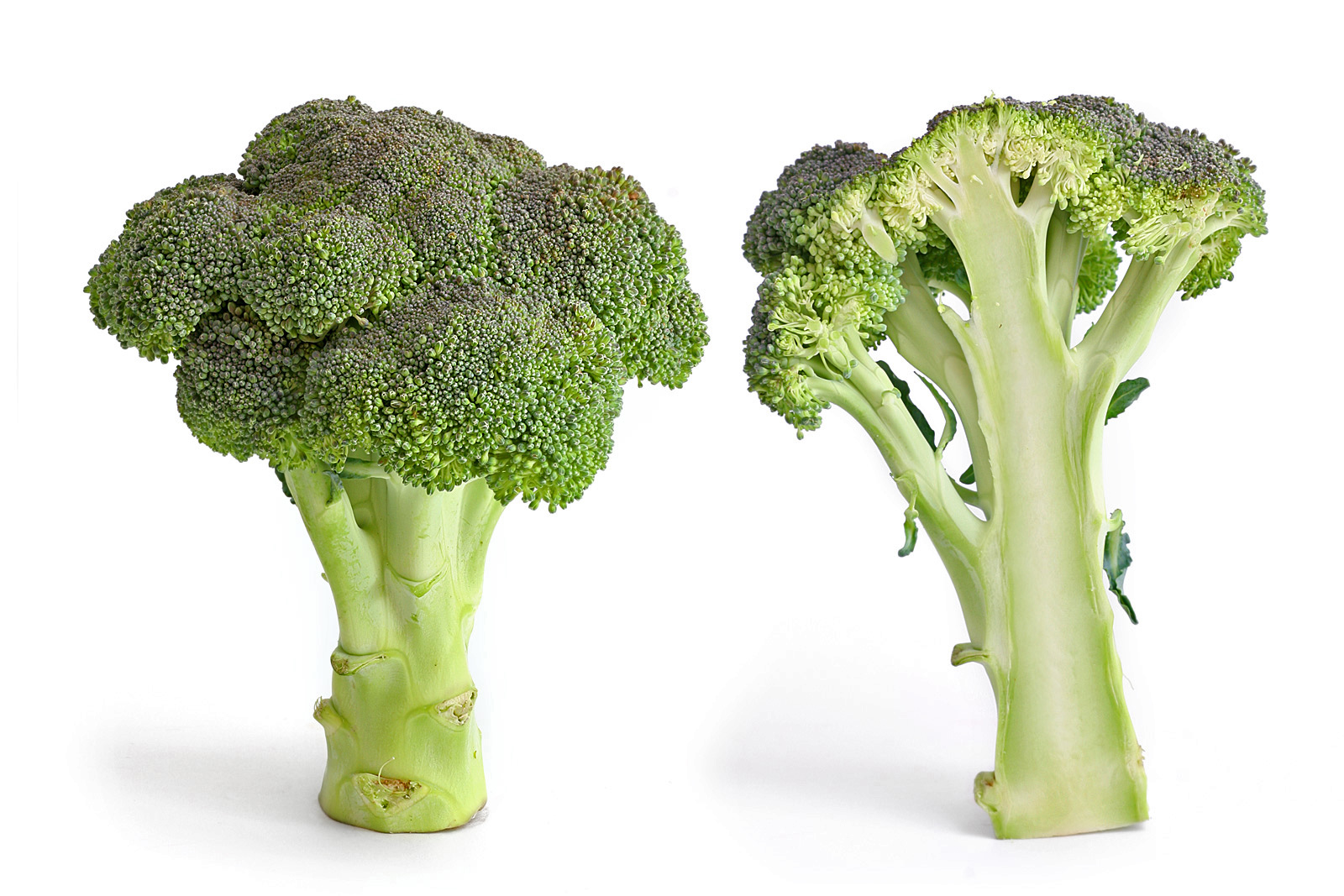
قرنبيط أخضر

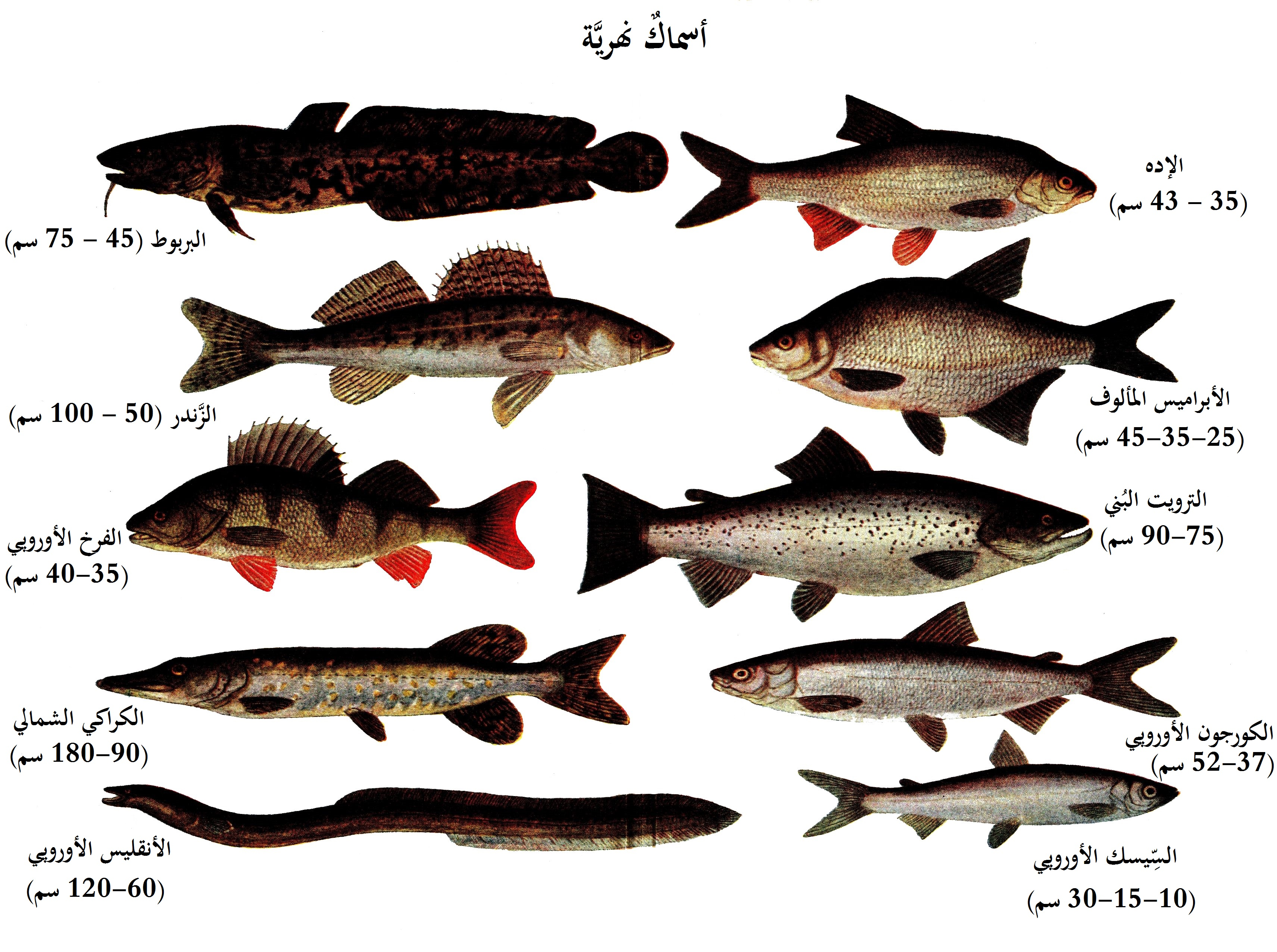
أسماك

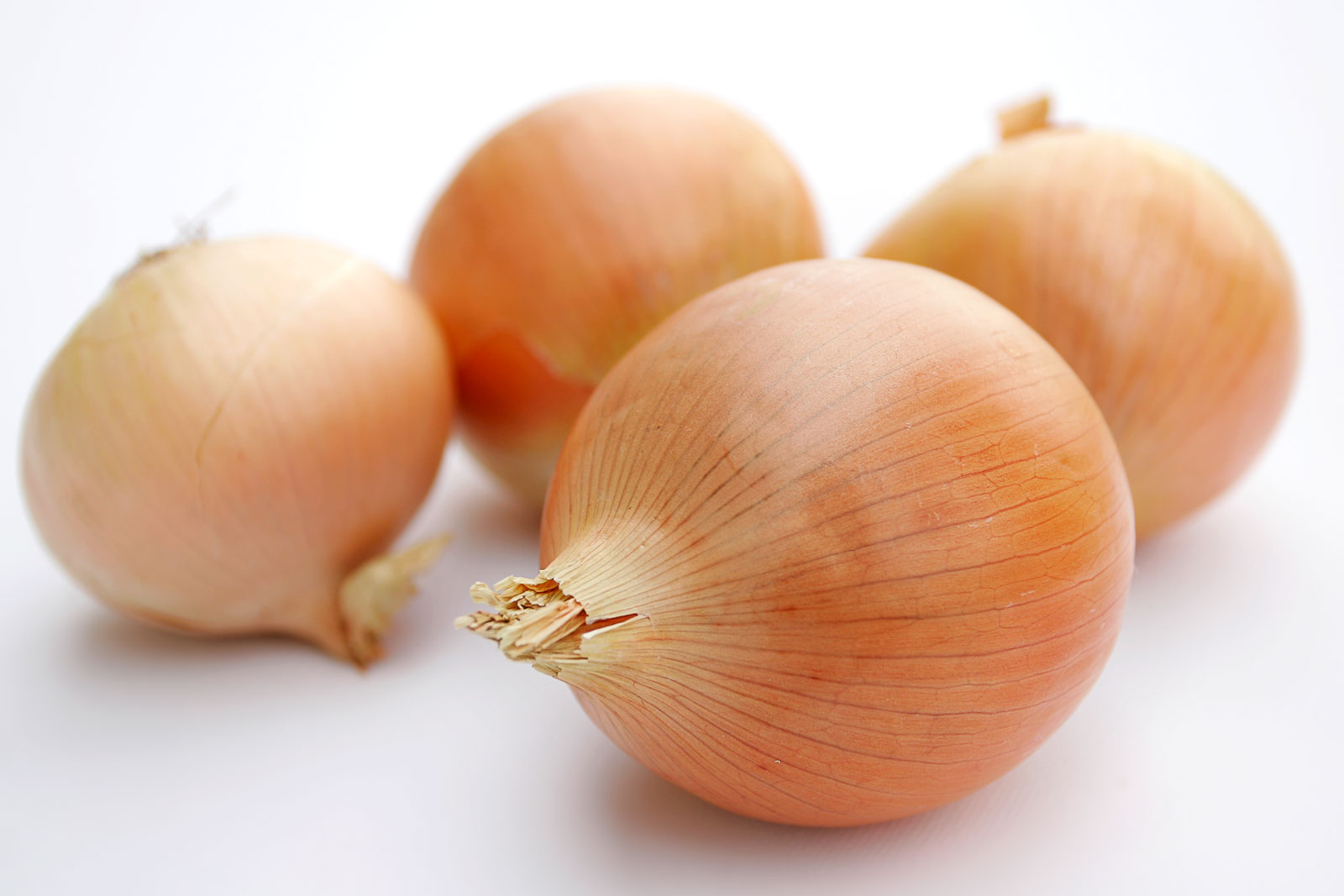
بصل

تشير الإحصاءات إلى أن 70 % من الإصابة بمرض السرطان تعود إلى عادات غير صحية مثل التدخين وعدم الاهتمام بمأكولات طازجة ومفيدة. وتبين الإحصائية التوزيع التالي بين المصابين بمرض سرطاني:
- 35% منهم بسبب سوء التغذية
- 30 % منهم بسبب التدخين
- 2 % بسبب التعرض للأشعة فوق البنفسجية والباقي لأسباب مختلفة نادرة

يتبين من تلك القائمة أن الإنسان يستطيع خفض احتمال تعرضه لمرض السرطان عن طريق: الامتناع عن التدخين، وتناول أطعمة مفيدة ينصح بها الأطباء تقي من هذا المرض. ومن الأطعمة التي ينصح بها المختصون:
- الطماطم
- الكرنب
- القرنبيط الأخضر
- الثوم
- البصل
- الكركم
- الصويا
- الأسماك
- الموالح
- الدقيق الكامل
- الفجل
- الجرجير
- الشاي الأخضر
- عين الجمل

ليس معنى ذلك أن يقتصر الغذاء على تلك الأطعمة، ولكن الاهتمام بتناولها بين الحين والآخر، والتقليل من اللحوم الحمراء.

## دائرة الغذاء
تُستخدم دائرة الغذاء لشرح عملية التغذية. ومن بين الأمثلة على ذلك شعار MyPlate، الذي يُعتبر رمز الحكومة الأمريكية حول التغذية الجيدة (اعتبارًا من 2 من يونيو 2011م). ويبين هذا الشعار الذي تم تطويره تحت إدارة أوباما، المجموعات والمقادير الموصى بها. ويوجد الشعار على صناديق الحبوب وهكذا دواليك. وعلى الموقع الإلكتروني التعليمي التابع للحكومة الأمريكية حول التغذية، يمكن النقر على الأجزاء المختلفة من الشعار بحيث يمكن للقارئ الانتقال إلى صفحات مختلفة.

## الإدعاءات الصحية
في الولايات المتحدة، يتم تنظيم الادعاءات الصحية على ملصقات الحقائق الغذائية من قبل إدارة الغذاء والدواء الأمريكية (FDA)، في حين أن الإعلانا ينظم من قبل لجنة التجارة الفيدرالية. تقدم عدة من البلدان الأخرى لوائح بشأن وضع العلامات الغذائية على الأغذية لمعالجة جودة الأطعمة الصحية المحتملة، مثل كندا  وهيئة سلامة الأغذية الأوروبية.
ووفقًا لإدارة الغذاء والدواء الأمريكية، فإن «الادعاءات الصحية تصف العلاقة بين الغذاء، أو المكون الغذائي، أو المكمل الغذائي، وتقليل خطر الإصابة بمرض أو حالة متعلقة بالصحة».
بشكل عام، لا تُدعم ادعاءات الفوائد الصحية لبعض المواد الغذائية المحددة بأدلة علمية ولا يتم تقييمها بواسطة الوكالات التنظيمية الوطنية. بالإضافة إلى ذلك، تم انتقاد البحوث الممولة من قبل الشركات المصنعة أو المسوقين للتوصل إلى نتائج أكثر إيجابية من تلك التي تمولها الأبحاث الممولة بشكل مستقل.
على الرغم من عدم وجود تعريف دقيق لـ «الغذاء الصحي»، إلا أن إدارة الأغذية والأدوية (FDA) تراقب وتحذر مصنعي الأغذية من وضع علامات على الأطعمة وذلك لأن لها آثار صحية محددة في حين لا يوجد دليل يدعم مثل هذه العبارات، مثل منتج واحد في عام 2018.

## الغذاء العلاجي
في حالات سوء التغذية، تم استخدام الأطعمة العلاجية الجاهزة للاستخدام بنجاح لتحسين صحة الأطفال الذين يعانون من سوء التغذية.